# Frederik Bardenfleth (gehejmeråd)
 Der er flere personer med dette navn, se Frederik Bardenfleth.
Frederik Bardenfleth (døbt 10. december 1734 i Christiansborg Slotskirke – 19. september 1800 i Slesvig by) var en dansk gehejmeråd.
Han var en søn af generalløjtnant Johan Frederik Bardenfleth (1674-1736) og dennes anden hustru, blev født i december 1734 og gik på Sorø Akademi, hvor han som fjortenårig holdt en latinsk tale i anledning af kronprins Christian (VII.)'s fødsel 1749, som tryktes og nød den ære at blive omtalt i Lærde Efterretninger. Han udnævntes 1752 til hofjunker og 1755 til regeringsråd i Oldenborg. Her blev han 1759 landfoged i Stadt- og Butjadingerland og 1761 holstensk landråd. 1771 forflyttedes han som landfoged til fogedierne Viermarsk og Geest, men udnævntes alt 2 år efter til amtmand over Aabenraa og Løgumkloster Amter. Også her blev han dog kun kort, idet han 1774 i december udnævntes til 2. deputeret i Rentekammeret; kort forinden havde han fået kammerherrenøglen, og i 1780 blev han hvid ridder, men afgik kort tid efter (1781) fra Rentekammeret, idet han udnævntes til amtmand i Rendsborg Amt. Efter senere i nogle år at have været administrator for grevskabet Rantzau (udnævnt 1789) udnævntes han i 1795 til gehejmeråd og kansler ved Overretten i Gottorp. I denne stilling døde han 19. september 1800.
Siden 10. september 1762, hvor han blev gift på Neuhof i Mecklenburg, levede han i et, dog barnløst ægteskab med Magdalene Marie Ludovica f. von Bassewitz (18. december 1742 – 27. januar 1812 i Slesvig by), datter af oberstløjtnant Hans Detlef von Bassewitz (1688-1764) og Davida Eleonore Dorothee von Bülow (1709-1769).
Han er begravet i Slesvig by.